# Karim Saddam
Karim Saddam Menshid (26 de maio de 1960) é um ex-futebolista profissional iraquiano, que atuava como atacante.

## Carreira
Karim Saddam fez parte do elenco da histórica Seleção Iraquiana de Futebol da Copa do Mundo de 1986 